# Werner Stocker
Werner Stocker   (Suïssa, 14 d'agost de 1961) és un pilot de bob suís, ja retirat, que va competir durant la dècada de 1980.
El 1988 va prendre part en els Jocs Olímpics d'Hivern de Calgary, on guanyà la medalla d'or en la prova de bobs a quatre. Va fer equip amb Kurt Meier, Marcel Fässler i Ekkehard Fasser.
En el seu palmarès també destaca una medalla de bronze al Campionat d'Europa de bob.